# درب نوبر

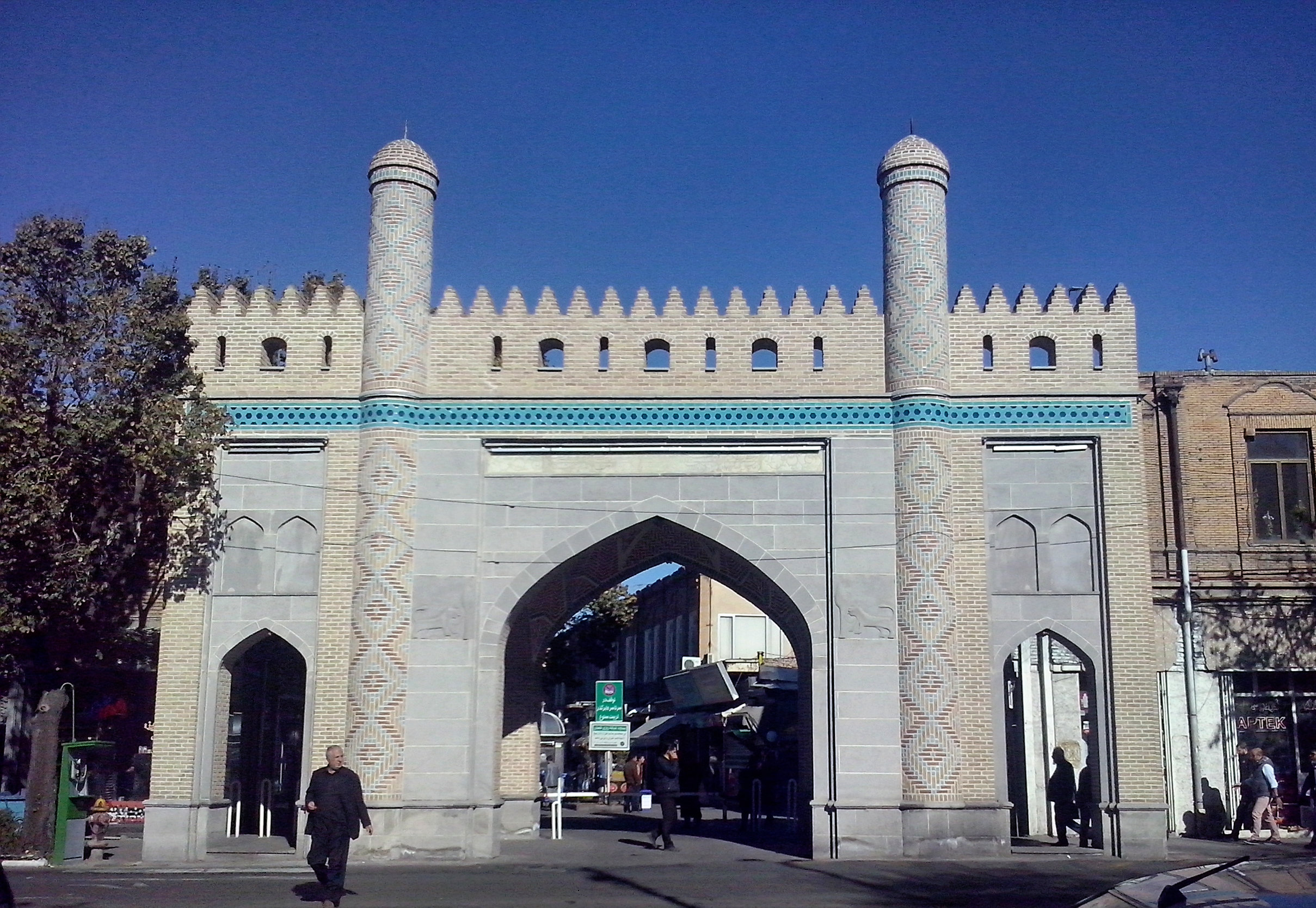
درب بازسازی‌شده‌ی نوبر، واقع در ورودی خیابان تربیت.

درب نوبر یکی از دروازه‌های قدیمی تبریز است که در حدود ۴۰۰ هجری بنا شده‌است. این درب در دوران غازان خان نیز جزو ده دروازهٔ شهر تبریز بوده‌است. این دروازه‌ها همگی در زلزلهٔ سال ۱۱۹۳ هجری ویران شده و دوباره بازسازی شدند.
درب و دروازهٔ نوبر در هنگام احداث خیابان پهلوی سابق توسط شهرداری تخریب شدند. محدودهٔ این دروازه، محلهٔ نوبر نامیده می‌شود که مسجد کدخداباشی، مسجد میدان، خانهٔ بهنام و موزه ادبی استاد شهریار در این محله قرار دارد. در دهه ۱۳۹۰ خورشیدی شهرداری تبریز در محل تقریبی دروازه درب نوبر در تقاطع خیابان تربیت با خیابان امام، بنای جدیدی را با الهام از تصاویر موجود از درب نوبر بنا نمود.